# Мальпело

Карта острова

Мальпе́ло (исп. Malpelo) — остров в восточной части Тихого океана, в 500 км от берегов бухты Буэнавентура в Южной Америке. Принадлежит Колумбии, входит в состав департамента Валье-дель-Каука. Площадь — 0,35 км².
12 июля 2006 года Мальпело вместе с прилегающей акваторией площадью 857 150 га включён в список Всемирного наследия ЮНЕСКО. Является крупнейшей зоной с запретом на рыболовство в восточной тропической части Тихого океана.

## География

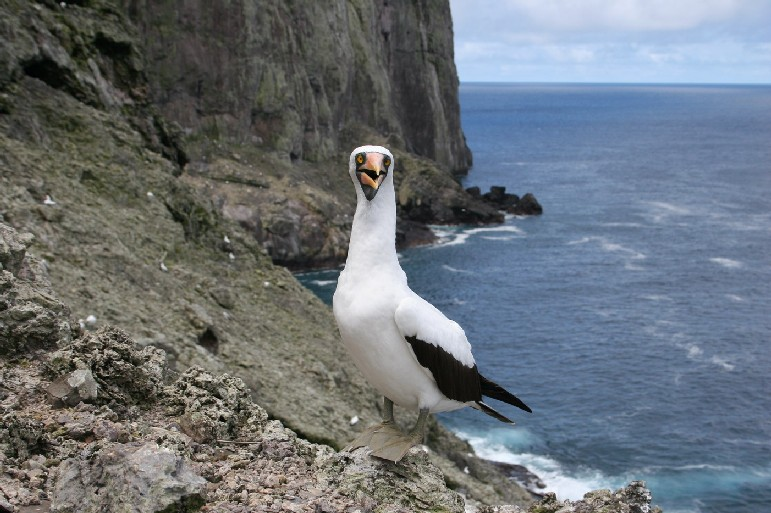
Sula granti

Остров представляет собой скалу без обильной растительности, максимальная высота — 376 м (гора Мона, исп. Cerro de la Mona). Длина — около 1850 м, ширина — до 600 м. Окружён небольшими скалами. Природная охраняемая территория Мальпело занимает окружность радиусом 9,656 км вокруг точки с координатами 3°58′30″ с. ш. 81°34′48″ з. д..
Вокруг Мальпело обитают популяции шёлковых акул, плащеносных акул, китовых акул и акул-молотов, встречается песчаная акула, что делает остров популярным местом среди дайверов.
Остров сложен эффузивными горными породами, вулканогенными брекчиями и третичными базальтовыми дайками. Растительность — водоросли, лишайники, мхи, некоторые виды кустарников, папоротники.

## Население
Остров необитаем, на нём располагается лишь небольшой военный пост колумбийской армии, созданный в 1986 году. Для посещения острова необходимо получить письменное разрешение от Министерства экологии Колумбии.